# Crotalaria mocubensis
Crotalaria mocubensis är en ärtväxtart som beskrevs av Roger Marcus Polhill. Crotalaria mocubensis ingår i släktet sunnhampor, och familjen ärtväxter. Inga underarter finns listade i Catalogue of Life.